# Zasada bezpośredniego stosowania prawa wspólnotowego
Zasada bezpośredniego stosowania prawa wspólnotowego – zasada, która odnosi się do sposobu i zakresu stosowania prawa wspólnotowego przez organy państwa członkowskiego.
Zasada opiera się na następujących założeniach:
- prawo wspólnotowe jest stosowane bezpośrednio w każdym z krajów członkowskich,
- prawo wspólnotowe ma bezpośrednią skuteczność wobec: instytucji, podmiotów prawa i obywateli każdego z państw członkowskich,
- nawet jeśli norma prawna wprowadzona do systemu prawa wspólnotowego nie została implementowana do systemu prawa krajowego, to ma ona swoje zastosowanie na terenie całej Wspólnoty, także tego kraju.

Istotą bezpośredniego stosowania prawa wspólnotowego jest możliwość oparcia rozstrzygnięcia w sprawie zawisłej przed organem (sądowym lub administracyjnym) państwa członkowskiego o przepis wspólnotowy, a nie przepis krajowy.